# Centrum Młodych Dyplomatów
Centrum Młodych Dyplomatów (CMD) – niezależna i neutralna politycznie młodzieżowa organizacja pozarządowa działająca od 1999 roku przy Instytucie Stosunków Międzynarodowych Uniwersytetu Warszawskiego.
Członkami Stowarzyszenia są studenci i absolwenci stosunków międzynarodowych oraz innych, pokrewnych kierunków studiów o profilu społeczno-politycznym, w tym pracownicy naukowi Uniwersytetu Warszawskiego, doktoranci, pracownicy sektora administracji publicznej, działacze organizacji pozarządowych.
Do celów Stowarzyszenia należą m.in.: przygotowanie młodych ludzi do uczestnictwa w życiu publicznym i społecznym Polski, kształtowanie pozytywnego wizerunku Polski w Europie i na świecie, wspieranie procesu budowy społeczeństwa obywatelskiego oraz rozwijanie międzynarodowej współpracy młodzieży.
Działalność organizacji polega m.in. na
- współpracy z organizacjami ze Słowacji, Czech i Węgier,
- organizacji International Student Camp – projektu międzynarodowych obozów studenckich, które odbywają się co roku w sierpniu na Mazurach,
- współpracy z organizacjami z Niemiec, Francji – Weimar Youth Meetings,
- uczestnictwie w różnorodnych projektach międzynarodowych

Prezesem Stowarzyszenia jest Małgorzata Jastrzębska. Wcześniej tę funkcję pełnili również Łukasz Kowalczyk, Jannis Koasidis, Bartłomiej Janicki i Urszula Ostaniewicz.